# Grijsoorneushoornvogel
De grijsoorneushoornvogel (Bycanistes subcylindricus) is een neushoornvogel die voorkomt in West- en Midden-Afrika.

## Beschrijving

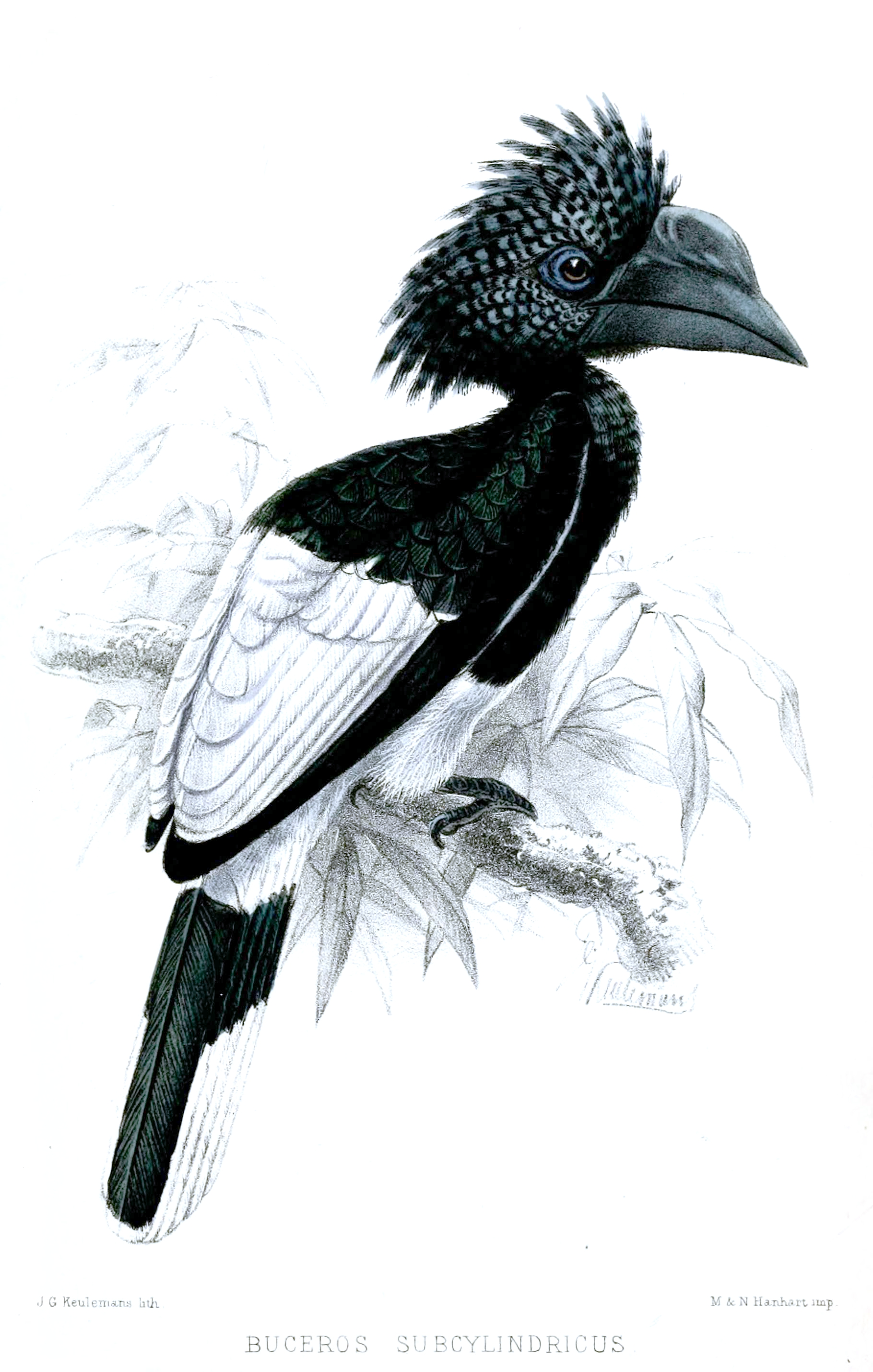
Afbeelding gemaakt door John Gerrard Keulemans.

De grijsoorneushoornvogel is 69 tot 76 cm lang. Deze neushoornvogel heeft een zwart en vuilwit gekleurde snavel en "hoorn" de armpennen van de vleugel zijn wit en zijn zichtbaar als een brede witte band, vooral goed zichtbaar als de vogel zit of vliegt.

## Verspreiding en leefgebied
De grijsoorneushoornvogel komt voor Zuid-Soedan via Oeganda tot aan Ivoorkust en ook een geïsoleerde populatie in het noorden van Angola.
Het leefgebied bestaat uit uitgestrekt tropisch bos.
De soort telt 2 ondersoorten:
- B. s. subcylindricus: van Sierra Leone tot westelijk Nigeria.
- B. s. subquadratus: van oostelijk Nigeria tot westelijk Kenia, noordwestelijk Tanzania en oostelijk Congo-Kinshasa, maar ook noordelijk Angola.

## Status
De grootte van de populatie is niet gekwantificeerd en het verspreidingsgebied is groot daarom is er geen aanleiding te veronderstellen dat de soort bedreigd wordt in zijn voortbestaan en staat de grijsoorneushoornvogel als niet bedreigd op de Rode Lijst van de IUCN.